# Družina (časopis)
Družina je slovenski katoliški tednik. Družina se vsebinsko posveča temam slovenskega krščanstva, vključno z novicami o Katoliški cerkvi, komentarji, reportažami in poročanjem o kulturnih dogodkih, še posebej pa se vsebinsko posveča slovenskim družinam v Sloveniji in po svetu in v ta namen izdaja tudi mesečno prilogo Naša družina.

## Zgodovina
Družina je pričela izhajati 7. maja 1952. Sprva je izhajala kot katoliški časopis na Primorskem kot list goriške administrature, potem pa je postopoma prerasla v vseslovenski verski časopis. Leta 1965 je Družina postala uradno glasilo vseh slovenskih škofij. Družina je do leta 1972 izhajala štirinajstdnevno. Leta 2016 je bila Družina s 28.432 prodanimi izvodi drugi najbolj prodajan tednik v Sloveniji.
Družina je tudi knjižna založba. Direktor Družine je Tone Rode, odgovorni urednik tednika pa je Boštjan Debevec, ki je leta 2017 zamenjal Francija Petriča (ta je deloval kot urednik 25 let). Med sodelavci časopisa so med drugim Ivan Štuhec, Drago Ocvirk, Alojz Rebula, Anton Jamnik, Brane Senegačnik, Christian Gostečnik, Metka Klevišar, Branko Cestnik in drugi.